# Дрезденко (гмина)
Дрезденко (пол. Drezdenko) — гмина (волость) в Польше, входит как административная единица в Стшелецко-Дрезденецкий повет, Любушское воеводство. Население — 17 296 человек (на 2004 год).

## Сельские округа
1. Багнево
2. Госьцим
3. Гощановец
4. Гощаново
5. Гощанувко
6. Гротув
7. Гужиска
8. Дравины
9. Загуже
10. Зелёнтково
11. Карвин (Любушское воеводство)
12. Киюв
13. Клесно
14. Косин
15. Липно
16. Любево
17. Любятув
18. Маженин
19. Модрополе
20. Негослав
21. Осув
22. Пшеборово
23. Ромпин
24. Старе-Белице
25. Тшебич
26. Тшебич-Новы
27. Чартово

## Прочие поселения
1. Дурачево
2. Елень
3. Липово
4. Тучемпы
5. Тшебич-Млын
6. Хутники

## Соседние гмины
1. Гмина Добегнев
2. Гмина Дравско
3. Гмина Кшиж-Велькопольски
4. Гмина Мендзыхуд
5. Гмина Санток
6. Гмина Серакув
7. Гмина Сквежина
8. Гмина Старе-Курово
9. Гмина Звежин